# 成田世紀
成田世紀（日语：ナリタセンチュリー），是日本純種競賽馬匹。生涯活躍於中距離賽事，曾在2004年勝出京都大賞典及2005年勝出京都紀念。

## 出賽前
1999年3月20日出生於北海道早來町（今安平町）北部牧場，成長途中在拍賣會上被馬主山路秀則以2152萬日圓購入。
其後交由栗東訓練中心練馬師藤澤則雄訓練。

## 競賽生涯

### 3歲
2002年1月5日出戰京都競馬場3歲新馬戰，比賽初段保持在約莫第五、六的位置推進，但在直路上未能順利衝刺而僅跑獲第四。
其後出戰3歲未勝利戰，但於兩場賽事中均未能追上前方賽駒，雙雙以第二完賽。
3月下旬出戰第三場3歲未勝利戰，選擇於第三的位置展開推進下，在第三彎道處逐步向前取位，最終在直路上繼續維持走勢拋離對手，以3馬位優勢取得首勝。
其後於年間再出戰公開賽若草賞及3歲500萬獎金以下條件戰，分別以第四及第三完賽。
賽後，陣營決定安排其進入長期休養，未有於下半年出戰任何賽事。

### 4歲
2003年3月時隔10個月重返賽場，一直維持在先頭部隊之中下於直路順利透出，繼續爆發速度加速下拋離對手4馬位取勝。
1個月後出戰甲武特別，再度使用前置戰術搭配直路的優秀加速，成功超越前方對手以1 3/4馬位達成連勝。
5月於下鴨錦標跑獲第三後跳級出戰金鯱賞，但一直保持於中後方位置下未能在直路順利透出，最終僅跑獲第七的戰績。
再度休養後於年末出戰3歲以上1000萬獎金以下條件戰，保持於先頭位置下在直路稍為取位加速，最終輕鬆超越對手取得勝利。

### 5歲
2004年年初繼續出戰條件戰，於初夢賞中維持上年年末時的勢頭，成功由中團靠前位置殺出壓贏對手，其後在松籟特別竹亦能在直路展現優秀的加速力戰勝領放馬達成三連勝。
3月7日再度挑戰中京紀念，比賽初段維持在中團第八左右的位置，但在對面直路時稍為放緩節奏墮後。進入直路後，其未有抽出外檔取位，而是於內欄位置貼欄加速衝刺並跑出後600米34.4秒的速度，可惜仍然未能追上最冷門的領放馬Meisho Kio，被對手以1馬位擊敗。
1個月後選擇以產經大阪盃作為調整，維持於中團靠後位置下雖然最最後彎道抽出大外檔準備加速，但未有太大衝勢下最終以第八落敗。
5月上旬出戰春季大目標春季天皇賞，比賽初段隨即墮後維持在隊伍最後方的位置，直至對面直路才稍為上次進佔中團靠後的位置。進入直路後，其於中外檔位置急劇加速迫近前方賽駒，最終在對領放先行馬有利的步速中反轉局勢，僅敗於Ingrandire、荒漠英雄、Silk Famous及Chakra跑獲一席第五的戰績。
入秋後以京都大賞典作為熱身戰，比賽初段繼續以熟習的中團戰術展開，在最後彎道開始在內欄位置取位。進入直路後，其於內欄位置展開不不俗的加速，超越外檔的Admire Groove後繼續向前推進並和荒漠英雄展開纏鬥，最終壓制對手下以頸位優勢取得首個分級賽冠軍。
其後挑戰秋季天皇賞，本次比賽維持於幾乎最後方的位置展開推進，於直路上在外檔位置突圍衝刺，但最終僅跑獲第六的戰績。
1個月後出戰日本盃，本次比賽繼續採用居中戰術展開賽事，在最後彎道稍微抽出外檔加速下於直路展現少許衝勢，最終敗於荒漠英雄、大宇宙、密州怨曲及Policy Maker取得第五。

### 6歲
2005年首戰選擇為日經新春盃，比賽初段保持在約莫第七左右的後段位置展開推進，然而最直路上因狀態不佳未能展開衝刺，最終以尾二第九大敗。
稍為休養後出戰京都紀念，比賽途中縱然面對天雨造成的軟地，但其仍然保持於內欄位置等待時機，於彎道處開始取位加速。進入直路後，其繼續維持先前的走勢展開衝刺，最終轟出全場最快末腳速度下超越前方的Tosho Knight取得第二個分級賽勝。
其後原定以春季天皇賞作為目標，但於調整途中被發現腰部狀態不佳，因而進入長期休養。

### 7歲
休養近1年2月後在2006年的春季天皇賞復出，然而狀態未完全回復下無法在比賽途中發揮表現，最終以第十二落敗。
6月25日以寶塚紀念作為目標，維持在第八左右的中團戰術下等待時機，通過最後彎道時繼續在內欄位置取位加速。進入直路後，其以貼欄的姿態展開衝刺，中段展現出不俗的勢頭超越前方的賽駒，最終僅以4馬位差距敗於大震撼，顛覆第十人氣的評價爆冷取得亞軍。
賽後其前往放草並以秋季天皇賞作為目標，但在8月時被檢查出患有肌腱炎，加上年齡的因素下，陣營決定安排其退役。

### 詳細賽績
| 日期       | 舉辦國家 | 馬場 | 距離   | 級別 | 賽事名稱             | 負重 | 騎師     | 馬號 | 出馬 | 名次 | 時間   | 頭馬（二馬）           |
| ---------- | -------- | ---- | ------ | ---- | -------------------- | ---- | -------- | ---- | ---- | ---- | ------ | ---------------------- |
| 5/1/2002   | 日本     | 京都 | 草1800 |      | 3歲新馬              | 55   | 武幸四郎 | 15   | 16   | 4    | 1:50.6 | 莫名奇妙               |
| 9/2/2002   | 日本     | 京都 | 草2000 |      | 3歲未勝利            | 55   | 田島裕和 | 15   | 16   | 2    | 2:03.0 | True Peace             |
| 2/3/2002   | 日本     | 阪神 | 草2000 |      | 3歲未勝利            | 55   | 田島裕和 | 8    | 16   | 2    | 2:03.8 | Yellow Voice           |
| 24/3/2002  | 日本     | 阪神 | 草1800 |      | 3歲未勝利            | 55   | 田島裕和 | 5    | 12   | 1    | 1:56.0 | （Try One's Luck）     |
| 13/4/2002  | 日本     | 阪神 | 草2200 | OP   | 若草錦標             | 55   | 田島裕和 | 2    | 12   | 4    | 2:13.7 | 天鵝騎士               |
| 11/5/2002  | 日本     | 京都 | 草2000 |      | 3歲500萬獎金以下     | 55   | 田島裕和 | 6    | 14   | 3    | 2:01.6 | 我心聲                 |
| 23/3/2003  | 日本     | 中京 | 泥1700 |      | 4歲以上500萬獎金以下 | 57   | 田島裕和 | 14   | 16   | 1    | 1:47.6 | （Zwerg Crown）        |
| 20/4/2003  | 日本     | 阪神 | 草2200 | 1000 | 甲武特別             | 56   | 田島裕和 | 5    | 10   | 1    | 2:14.0 | （Jo Ryu O）           |
| 11/5/2003  | 日本     | 京都 | 草1800 | 1600 | 下鴨錦標             | 57   | 田島裕和 | 9    | 11   | 3    | 1:49.1 | Win Schneid            |
| 31/5/2003  | 日本     | 中京 | 草2000 | GII  | 金鯱賞               | 57   | 田島裕和 | 14   | 14   | 7    | 1:59.7 | 跳舞城                 |
| 14/12/2003 | 日本     | 阪神 | 草2000 |      | 3歲1000萬獎金以下    | 57   | 田島裕和 | 11   | 12   | 1    | 2:01.0 | （T M Tenrai）         |
| 5/1/2004   | 日本     | 京都 | 草2000 | 1000 | 初夢賞               | 57   | 田島裕和 | 7    | 12   | 1    | 2:02.4 | （Kanoya Battlecross） |
| 1/2/2004   | 日本     | 京都 | 草2400 | 1600 | 松籟錦標             | 57   | 田島裕和 | 12   | 12   | 1    | 2:27.1 | （Treasure Hunter）    |
| 7/3/2004   | 日本     | 中京 | 草2000 | GIII | 中京紀念             | 56   | 田島裕和 | 13   | 16   | 2    | 1:58.8 | Meisho Kio             |
| 4/4/2004   | 日本     | 阪神 | 草2000 | GII  | 產經大阪盃           | 57   | 田島裕和 | 7    | 11   | 8    | 2:00.2 | 新宇宙                 |
| 2/5/2004   | 日本     | 京都 | 草3200 | GI   | 春季天皇賞           | 58   | 吉田稔   | 2    | 18   | 5    | 3:20.1 | Ingrandire             |
| 10/10/2004 | 日本     | 京都 | 草2400 | GII  | 京都大賞典           | 57   | 田島裕和 | 7    | 10   | 1    | 2:25.2 | （荒漠英雄）           |
| 31/10/2004 | 日本     | 東京 | 草2000 | GI   | 秋季天皇賞           | 58   | 田島裕和 | 11   | 17   | 6    | 1:59.6 | 荒漠英雄               |
| 28/11/2004 | 日本     | 東京 | 草2400 | GI   | 日本盃               | 57   | 柴田善臣 | 4    | 16   | 5    | 2:24.9 | 荒漠英雄               |
| 16/1/2005  | 日本     | 京都 | 草2400 | GII  | 日經新春盃           | 58   | 武豐     | 6    | 10   | 9    | 2:29.5 | Sakura Century         |
| 19/2/2005  | 日本     | 京都 | 草2200 | GII  | 京都紀念             | 57   | 田島裕和 | 7    | 12   | 1    | 2:15.7 | （Tosho Knight）       |
| 30/4/2006  | 日本     | 京都 | 草3200 | GI   | 春季天皇賞           | 58   | 田島裕和 | 16   | 17   | 12   | 3:16.0 | 大震撼                 |
| 25/6/2006  | 日本     | 京都 | 草2200 | GI   | 寶塚紀念             | 58   | 田島裕和 | 7    | 13   | 2    | 2:13.7 | 大震撼                 |

## 退役後
退役後，成田世紀成為了配種馬，於北海道日高町日高輕種馬農業協同組合門別種馬場休養，在2007年進行配種。首批子嗣於2008年出生。首批子嗣可於2010年出賽。
2012年由配種馬退役，前往北海道新冠町新冠幌尻馬術俱樂部休養，作為乘騎馬工作。
2020年5月被轉移至北海道砂川市Somes Saddles砂川工廠休養。
2021年年初再度被轉移陣地，前往北海道札幌市南區Hokusei馬術俱樂部休養，以乘騎馬身份工作。
2021年9月，其再度返回新冠幌尻馬術俱樂部，繼續作為乘騎馬工作。

## 血統簡介
父系爲愛爾蘭生產的義大利賽駒東來兵，曾勝出凱旋門大賽，退役後於日本配種，和週日寧靜及百仁時間被一同稱爲改變日本賽馬的三匹種馬。祖父Kampala爲英國賽駒，生涯戰績不俗，曾勝出三級賽。
母系Princess Liebe為日本賽駒，僅勝出條件戰級別的賽事。外祖父北方風味爲加拿大賽駒，於當地有不俗的戰績，退役後被社台集團引進日本作爲配種馬使用，於週日寧靜引入前一度爲日本最成功的種馬，於與當時象徵牧場的巴索隆齊名。

### 血統表
| 父線：Zeddaan系（Grey Sovereign系）      |                                 |               |               |
| 種馬 東來兵 1983年（棗色）               | Kampala 1976年（栗色）          | Kalamoun      | Zeddaan       |
| 種馬 東來兵 1983年（棗色）               | Kampala 1976年（栗色）          | Kalamoun      | Khairunissa   |
| 種馬 東來兵 1983年（棗色）               | Kampala 1976年（栗色）          | State Pension | Only for Life |
| 種馬 東來兵 1983年（棗色）               | Kampala 1976年（栗色）          | State Pension | Lorelei       |
| 種馬 東來兵 1983年（棗色）               | Severn Bridge 1965年（棗色）    | Hornbeam      | Hyperion      |
| 種馬 東來兵 1983年（棗色）               | Severn Bridge 1965年（棗色）    | Hornbeam      | Thicket       |
| 種馬 東來兵 1983年（棗色）               | Severn Bridge 1965年（棗色）    | Priddy Fair   | Preciptic     |
| 種馬 東來兵 1983年（棗色）               | Severn Bridge 1965年（棗色）    | Priddy Fair   | Campanette    |
| 繁殖雌馬 Princess Liebe 1992年（深棗色） | 北方風味 1971年（栗色）         | 北地舞人      | Nearctic      |
| 繁殖雌馬 Princess Liebe 1992年（深棗色） | 北方風味 1971年（栗色）         | 北地舞人      | Natalma       |
| 繁殖雌馬 Princess Liebe 1992年（深棗色） | 北方風味 1971年（栗色）         | Lady Victoria | Victoria Park |
| 繁殖雌馬 Princess Liebe 1992年（深棗色） | 北方風味 1971年（栗色）         | Lady Victoria | Lady Angela   |
| 繁殖雌馬 Princess Liebe 1992年（深棗色） | Princess d'Elide 1981年（棗色） | Vaguely Noble | Vienna        |
| 繁殖雌馬 Princess Liebe 1992年（深棗色） | Princess d'Elide 1981年（棗色） | Vaguely Noble | Noble Lassie  |
| 繁殖雌馬 Princess Liebe 1992年（深棗色） | Princess d'Elide 1981年（棗色） | Flahsy        | Sir Ivor      |
| 繁殖雌馬 Princess Liebe 1992年（深棗色） | Princess d'Elide 1981年（棗色） | Flahsy        | Soverign      |
| 雌系：號族：3-c                          |                                 |               |               |
| 五代內近親交配：{{{cross}}}              |                                 |               |               |

## 命名由來
名字中，Narita（ナリタ）為馬主山路秀則冠名，出自其所住的大阪府寢屋川市中的成田山大阪別院明王院，Century（センチュリー）意思為「世紀」。

## 外部連結
- 成田世紀 netkeiba.com
- 血統表